# Cable Liner (Doppelmayr)

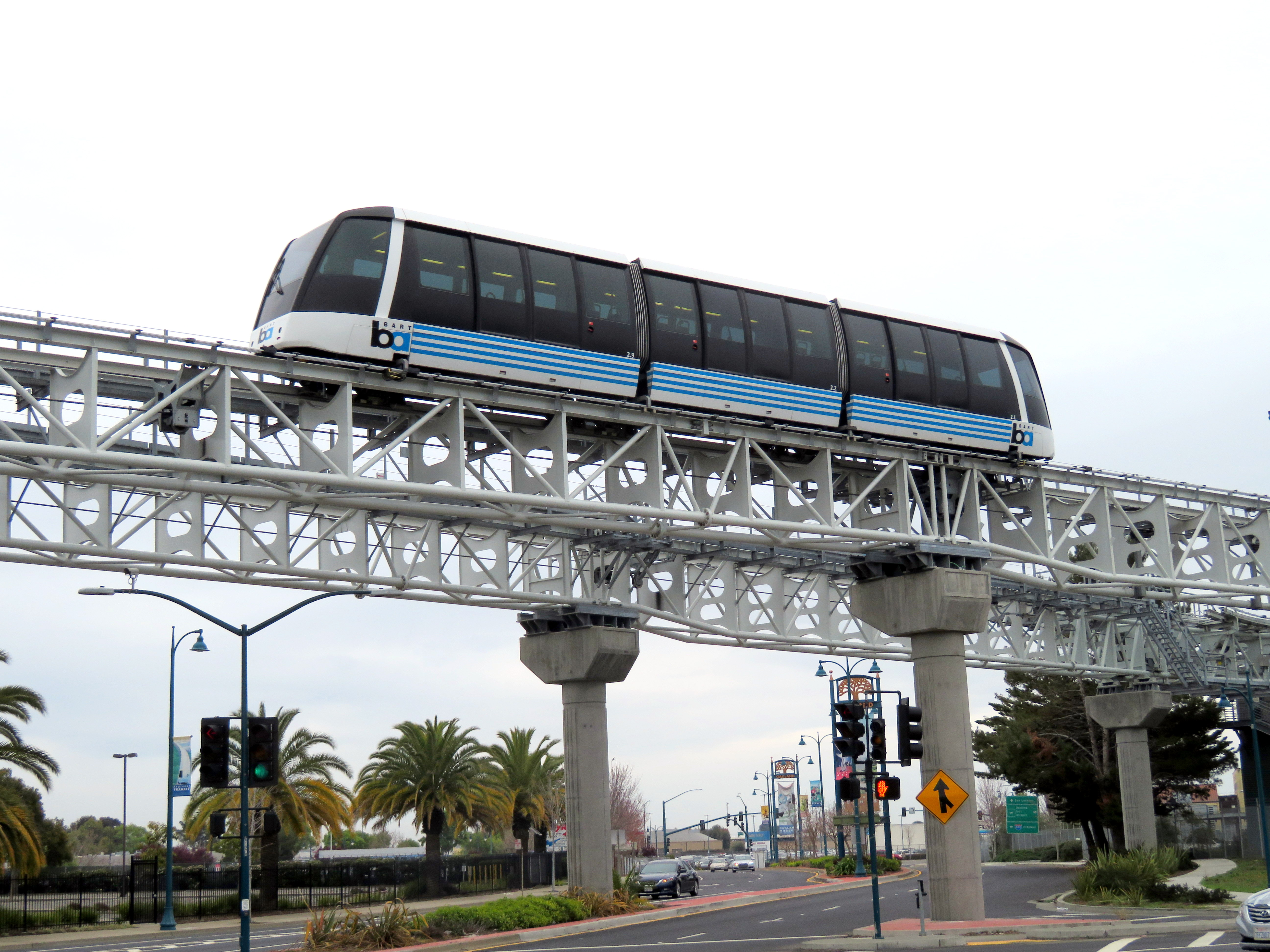
Véhicule sur passerelle d'accès à l'aéroport d'Oakland

Le Cable Liner est une gamme de transport de personnes automatisés conçus par Doppelmayr Cable Car, une filiale du groupe Doppelmayr - Garaventa, pour des lignes allant jusqu'à cinq km avec une capacité de passagers allant jusqu'à 6 000 personnes par heure et par direction.

## Historique
Un premier projet de navettes automatiques avec une technologie à câble a été présenté par Doppelmayr en 1985. Le projet n'eut aucune suite.
Le développement de la technologie résulte d'une coopération entre Doppelmayr (Doppelmayr Cable Car fondée en 1996 et CWA Constructions) et Siemens pour la partie électronique-électrique. La piste d'essai du Cable Liner fut installée sur l'un des sites Doppelmayr, à Wolfurt, dans la province autrichienne du Vorarlberg. Des tests et la démonstration du système y furent effectués à partir de mars 1996.
Après avoir soumis son offre en mai 1998, Doppelmayr obtient son premier contrat en septembre de la même année avec MGM Mirage pour la réalisation du Mandalay Bay Tram qui dessert plusieurs hôtels et casinos Las Vegas. Le projet, une double navette aller-retour de 836 m., sera terminé en avril 1999, soit neuf mois à peine après l'autorisation d'installer. Le coût du système, hors stations et fondations des colonnes, est de 16 millions de dollars. Outre Doppelmayr Cable Car, CWA Constructions fabriqua les véhicules et Siemens les équipements électriques et de contrôle des trains. Doppelmayr Cable Car obtiendra également un contrat d'exploitation et de maintenance d'un an.
Par la suite Doppelmayr Cable Car obtiendra la majeure partie de ces contrats pour la réalisation de navettes d'aéroport.

## Caractéristiques du système
Le système Cable Liner est basé sur la technologie à câble.  Dans ce système de propulsion par câble, une station centrale tire le câble et, par conséquent, le train n'a pas de moteurs d'entraînement, de boîtes de vitesses ou de freins embarqués. Le câble propulse, accélère et décélère le train. 
Un ensemble pince amovible, intégré dans le bogie du véhicule, constitue la liaison mécanique entre le véhicule et le câble de traction. La fonction de la pince amovible est similaire à celle d'un étrier à ressort qui est fermé dans des conditions de fonctionnement normales. Le rail d'ouverture et de fermeture ouvre la pince mécaniquement en faisant pivoter la mâchoire mobile de préhension autour d'un point fixe de rotation. L'espacement entre les véhicules est défini par les poignées et ne peut être changé. 
Le fonctionnement du système est surveillé à partir d'une salle de contrôle. Il n'y a pas de personnel à bord. 
Le système d'évacuation est basé sur un entraînement d'urgence diesel stationnaire indépendant qui ramènerait un train échoué à la gare, éliminant ainsi le besoin d'une passerelle d'urgence.

### La voie de guidage

Système de roulement -guidage

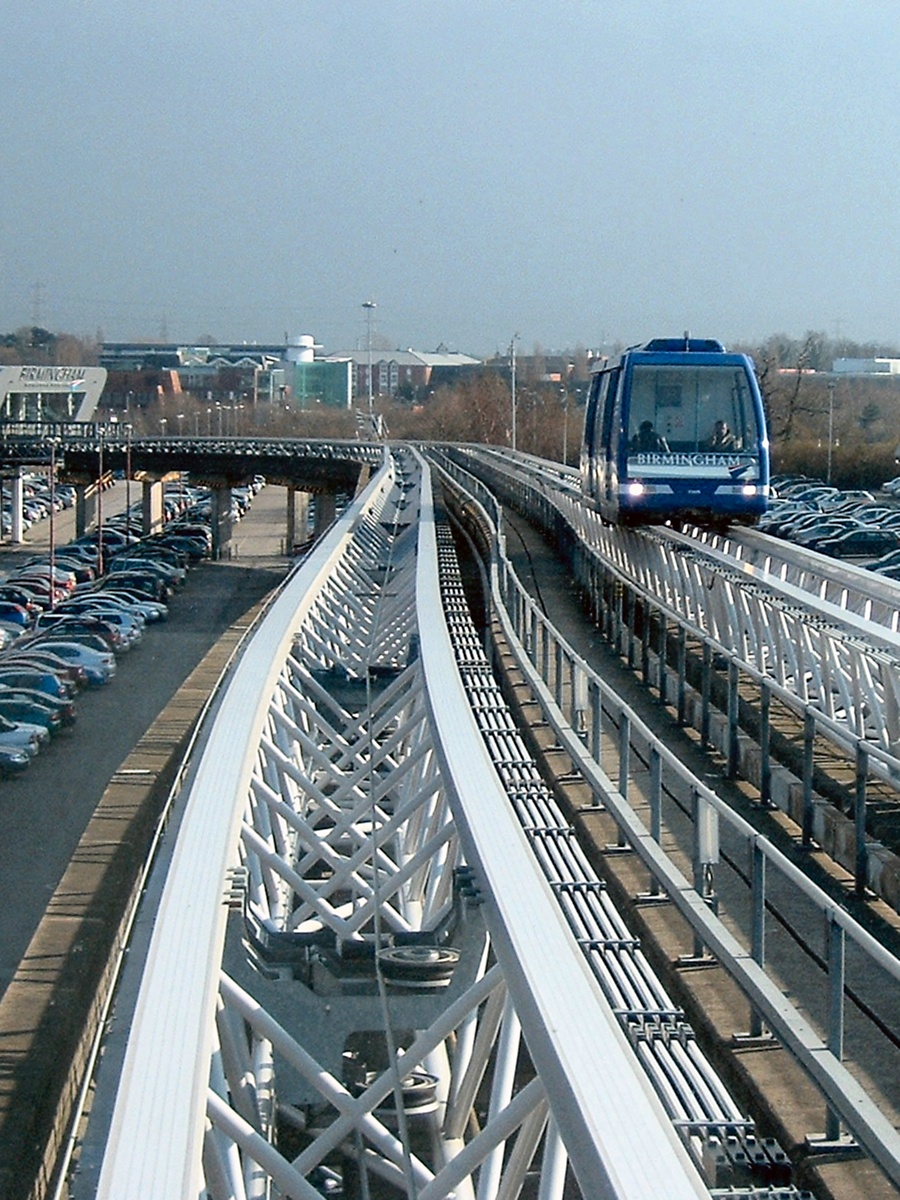
La voie de roulement - guidage

Le système utilise une voie de guidage en acier autoportante. Il s'agit d'un rail de guidage en acier léger, rendu possible grâce à l'utilisation de trains plus légers. Le rail est constitué d'une poutre qui forme la surface de roulement et de guidage. 
La superstructure de la voie de guidage est une construction à ossature en acier. La voie de guidage ne nécessite pas de chauffage dans des conditions hivernales rigoureuses. Les adaptateurs en acier entre le rail de guidage en treillis d'acier et les colonnes en béton permettent des ajustements de hauteur pour compenser les tassements au sol. La piste peut couvrir plus de 67 m.
Étant donné que la superstructure de la voie de guidage est une construction à ossature en acier et ne possède pas de base de rail solide, les portes palières en plate-forme sont utilisées dans les stations du système.

### Les véhicules
Les trains sont bidirectionnels. La voiture est de conception légère autoportante avec des profilés en aluminium extrudé de type caisson. La structure monocoque intégrale est boulonnée et rivetée et les assemblages sont des pièces moulées en aluminium. Les profilés en aluminium sont en alliage de haute qualité résistant à la corrosion. Les supports de train d'atterrissage sont intégrés à la carrosserie et se présentent sous la forme de cadres en acier tubulaire à cavité étanche. La conception est sans torsion. L'intérieur du véhicule est principalement en aluminium, sans dégagement de chaleur. 
Les véhicules sont généralement fabriqués par le constructeur suisse CWA Constructions, également filiale du groupe Doppelmayr Garaventa, ou par le constructeur de cabines autrichien, Carvatech.

## Modes de fonctionnement

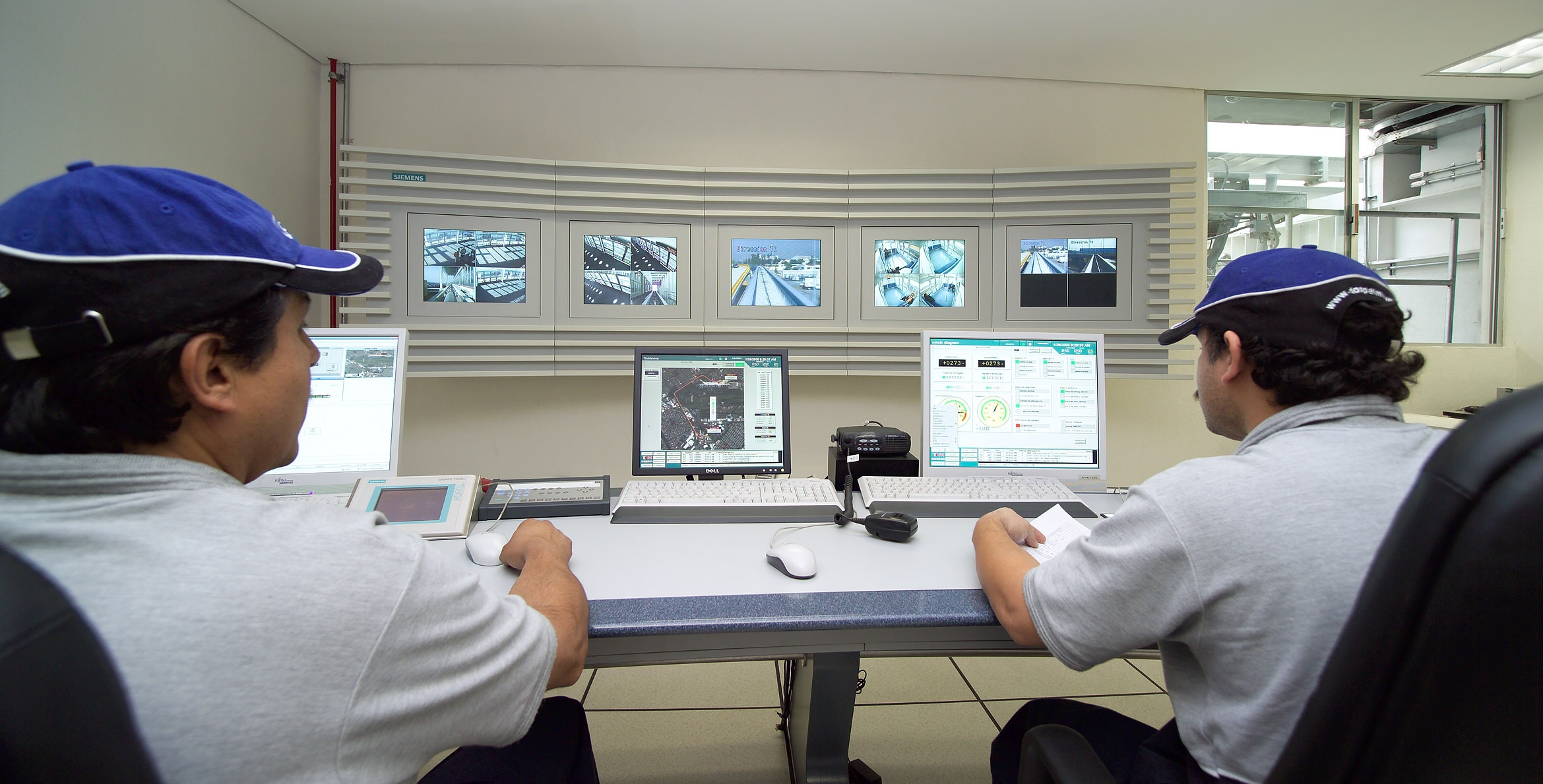
Poste de contrôle

Trois configurations système principales sont utilisées.

### En navette aller-retour
Le système "Single Shuttle" est la configuration la plus simple, avec un train fonctionnant dans les deux sens sur une voie de guidage. 
La configuration "Double Shuttle" comprend deux systèmes de navettes indépendants fonctionnant côte à côte sur une double voie de guidage, chacun avec son propre câble de traction et ses propres mécanismes d'entraînement. Si un système de navette tombe en panne ou est fermé pour maintenance, l'autre système peut continuer à fonctionner. Cette configuration est conçue pour des longueurs de système allant jusqu'à 3 km et peut avoir plusieurs stations intermédiaires. 
La fréquence et la capacité en passagers des deux systèmes de navette dépendent en grande partie de la longueur du système et du nombre de stations intermédiaires. La capacité de passagers dépend en outre de la capacité du train.

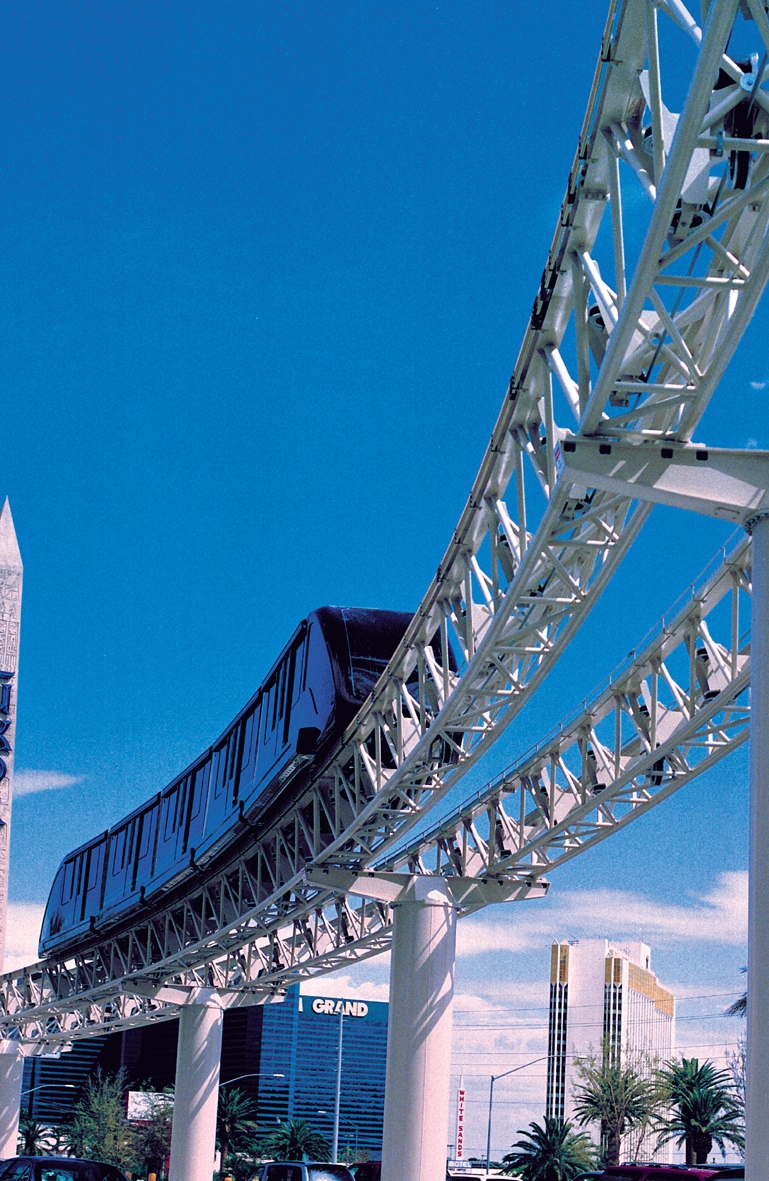
Véhicule sur voie de roulement - guidage

### Croisement
Dans ce système, une seule voie de guidage entre chaque gare terminale, mais des aiguillages mobiles dirigent les trains sur des voies doubles afin qu'ils puissent se croiser en cours de route. La dérivation doit être située approximativement au milieu de la ligne et peut faire station intermédiaire. Cette configuration est comparable au système Double Shuttle en termes de capacité et de fréquence. Soit chaque train a son propre câble de transport, soit les deux trains sont attachés au même câble de transport en fonction des exigences de l'application (configuration de la station, longueur du système, etc.). 

### Boucle pincée
Ce système crée un flux de train circulaire où plus d'un train se déplace dans la même direction. Le principe de ce système est basé sur plusieurs boucles qui se rejoignent et se chevauchent dans les stations. Chaque boucle de câble de traction est fournie avec sa propre machine d'entraînement et de retour. Dans chaque station, chaque véhicule du train doit être déconnecté du câble de transport actuel au câble de remorquage suivant afin de continuer le flux circulaire et synchronisé du train. Le changement de boucle de câble de transport ne peut se produire que lorsque tous les trains sont positionnés à la position d'arrêt standard dans les gares et sont à l'arrêt et s'effectuera pendant l'embarquement / la descente des passagers. Les trains installés aux stations terminales seront guidés vers une voie de guidage unique. Pendant l'arrêt, l'aiguillage sera repositionnée pour que le train puisse quitter la station sur une autre voie. Pour la fonctionnalité du concept de boucle pincée, les stations doivent être approximativement équidistantes les unes des autres. 

## Réalisations
Dix systèmes Cable Liner fonctionnent actuellement dans le monde, un onzième est en construction.
- (1999) Mandalay Bay Tram à Las Vegas
- (2003) AirRail Link à l'aéroport International de Birmingham
- (2006) LINK Train à l'aéroport International Pearson de Toronto
- (2007) Aerotren à l'aéroport international de Mexico
- (2009) CityCenter Tram à Las Vegas
- (2010) People Mover à Venise
- (2013) Cabletren Bolivariano à Caracas
- (2014) Navette BART - Oakland Airport (aéroport international d'Oakland) à San Francisco
- (2018) Automated Passenger Transportation System à l'aéroport international Cheremetyevo[10]
- (2015) Shuttle à l'aéroport international Hamad Doha
- (2021) Direct Air-to-Rail Transit (DART) (en construction) à l'aéroport de Luton, Londres[11]